# Большой южноафриканский телескоп
Большой южноафриканский телескоп (англ. Southern African Large Telescope, сокращённо: SALT) — оптический телескоп с шестиугольным главным зеркалом размером 11х9,8 м, находящийся в Южноафриканской астрономической обсерватории (англ. South African Astronomical Observatory, SAAO), расположенной вблизи города Сатерленд в полупустынном регионе Кару, ЮАР. Это крупнейший оптический телескоп в южном полушарии.
Изначально планировался как копия телескопа Хобби-Эберли (HET), но в ходе сооружения в его конструкцию были внесены значительные изменения, особенно в части коррекции сферической аберрации. Основной целью этих улучшений было увеличение поля зрения телескопа.

## Общая информация
SALT расположен на вершине холма (высота 1783 м над уровнем моря , в 370 км (230 миль) к северо-востоку от Кейптауна, возле маленького городка Сатерленд.
Установка главного зеркала телескопа началась в марте 2004 года, последний его элемент установлен в мае 2005 года.
Так называемый «первый свет» (получение первых изображений с помощью телескопа) состоялся 1 сентября 2005 года, это были изображения с разрешением в 1 угловую секунду шарового звёздного скопления 47 Тукана, рассеянного звёздного скопления NGC 6152, спиральной галактики NGC 6744, и туманности Лагуна.. Официальная церемония открытия телескопа с участием президента ЮАР Табо Мбеки произошла 10 ноября 2005 года.
Денежный вклад ЮАР составил около трети от 36 миллионов долларов, необходимых на финансирование SALT в течение первых 10 лет. Оставшуюся сумму внесли другие партнёры — Германия, Польша, США, Великобритания и Новая Зеландия.

## Главное зеркало

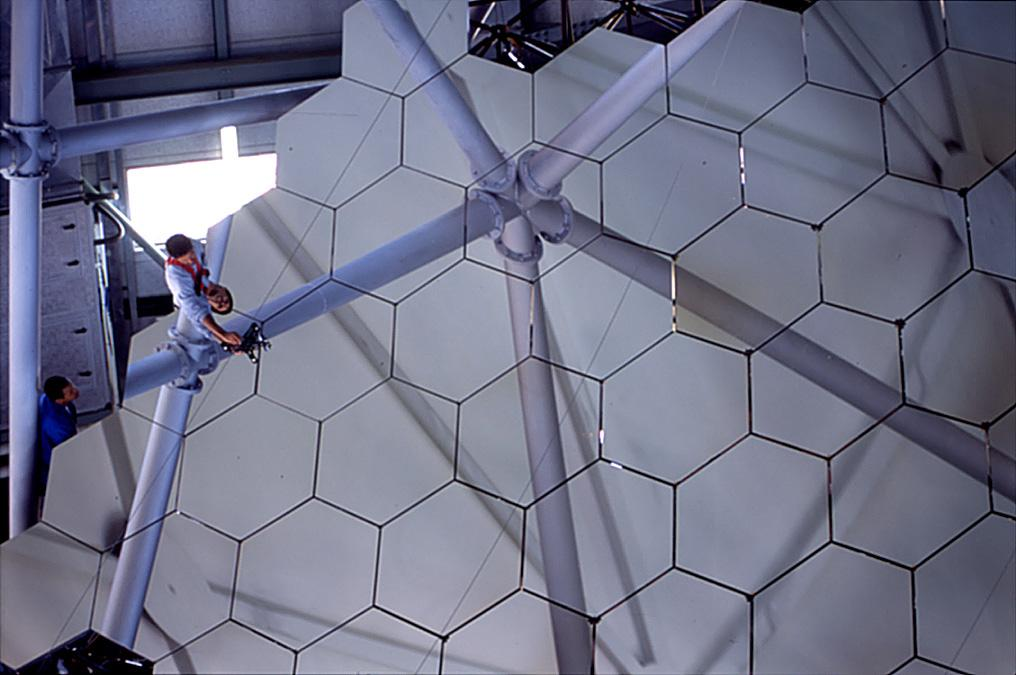
Главное зеркало телескопа.

SALT, как и Телескоп Хобби-Эберли имеет конструкцию, необычную для оптических телескопов. Подобно телескопам обсерватории Кек, его главное зеркало состоит из массива зеркал, работающего как одно большое зеркало; однако у SALT главное зеркало имеет сферическую, а не параболоидную форму, типичную для классического телескопа Кассегрена. Главное зеркало SALT имеет размеры 11 x 9.8 метра и состоит из 91 одинакового шестиугольника со стороной 1 метр, сделанных из стеклокристаллического материала с малым коэффициентом термического расширения (ситалла). Положение каждого из шестиугольников может регулироваться для более точной настройки главного зеркала. Для компенсации сферичности главного зеркала, телескоп имеет четыре зеркала-корректора сферической аберрации, которые создают скорректированную фокальную плоскость с полем зрения 8 угловых минут.
Изготовление сегментов главного зеркала и их первичная обработка выполнялись на ОАО «Лыткаринский завод оптического стекла», окончательную полировку проводила фирма Kodak, калибровка зеркала при участии специалистов Института Менделеева.
Поскольку главное зеркало имеет сферическую кривизну, свет, исходящий из положения, соответствующего центру кривизны, должен отразиться и сфокусироваться в то же самое место. Поэтому телескоп имеет датчик положения центра кривизны (англ. Center of Curvature Alignment Sensor, CCAS), расположенный на вершине юстировочной башни, находящейся рядом с куполом телескопа. Все сегменты главного зеркала освещаются лазером и измеряется позиция отражения от каждого из них, что позволяет оператору телескопа оптимизировать настройку зеркал.
Необычность телескопа также и в том, что во время наблюдения зеркало остаётся неподвижным, а сопровождение объекта наблюдения обеспечивает подвижная следящая система (трекер), расположенная над зеркалом и способная нести на себе около 750 кг полезной нагрузки (измерительные инструменты и др.). Хотя это усложняет конструкцию телескопа, зато значительно упрощает монтаж главного зеркала и снижает общую стоимость, по сравнению с полностью управляемым телескопом. Оптическая ось SALT установлена под фиксированным углом, равным 37 градусам по отношению к зениту, оптимизированным для наблюдения Магеллановых облаков, но благодаря возможности поворота по азимуту на полный круг и видимому суточному движению звёзд SALT может наблюдать достаточно большую область неба.

## Оборудование
В главном фокусе телескопа, на трекере установлены:
- Цифровая камера SALT Imaging Camera (SALTICAM), созданная в Южноафриканской астрономической обсерватории (SAAO) и установленная в начале 2005 года). Позволяет делать фотографии небесных объектов, а также проводить фотометрические измерения.
- Многофункциональный спектрограф и спектрополяриметр Robert Stobie Spectrograph (RSS), разработанный в University of Wisconsin–Madison, Рутгерском университете и SAAO (установлен 11 октября 2005 года).

Кроме того, система оптических кабелей проводит изображение из главного фокуса в инструментальную комнату, расположенную под полом телескопа, где установлен спектрограф High Resolution Spectrograph (HRS), разработанный в Университете Кентербери (Новая Зеландия).
К кабельной системе в будущем также могут быть подключены и другие измерительные приборы (приборы «второго поколения»).

## Партнёры
- Университет Карнеги — Меллон
- Дартмутский колледж
- Гёттингенский университет
- Телескоп Хобби-Эберли
- National Research Foundation of South Africa
- Nicolaus Copernicus Astronomical Centre Польской Академии наук
- Рутгерский университет
- University of Wisconsin–Madison
- University of Canterbury (Новая Зеландия)
- Университет Северной Каролины в Чапел-Хилл
- United Kingdom SALT Consortium (UKSC), comprising:
  - Арманская обсерватория
  - Килский университет
  - University of Central Lancashire
  - Ноттингемский университет
  - Открытый университет (Великобритания)
  - Саутгемптонский университет

В 2007 году к консорциуму SALT присоединились несколько новых партнёров :
- Американский музей естественной истории
- Inter-University Centre for Astronomy and Astrophysics (Индия)

## Исследования
SALT позволяет проводить визуальный, спектроскопический и поляриметрический анализ излучения астрономических объектов, находящихся за пределами досягаемости телескопов северного полушария. Он оказывает помощь учёным в исследовании структуры и эволюции нашей и близлежащих галактик (таких как Магеллановы облака), изучении объектов с большим красным смещением, эволюции газа в галактиках, кинематики газа, звезд и планетарных туманностей в удаленных галактиках, поиске и изучении оптических объектов, отождествляемых с источниками рентгеновского излучения, поиске планет.